# Roncesvalles (Toronto)
Pour les articles homonymes, voir Roncesvalles.
Roncesvalles est un quartier de la ville de Toronto, en Ontario, au Canada, se situant de part et d'autre de la rue Roncesvalles Avenue sur la portion allant de Queen Street à Dundas Street. Le quartier est bordé à l'ouest par High Park, au sud par Queen Street, au nord par Bloor Street et Dundas Street et à l'est par Sorauren Avenue. Autrefois connu sous le nom de Howard Park, la zone faisait partie des villages de Parkdale et Brockton, englobés dans Toronto dans les années 1880.
Le quartier est réputé pour être le centre de la communauté polonaise de Toronto. Il abrite d'importantes institutions, des restaurants polonais et delicatessen, les bureaux du Gazeta, un journal de Toronto en polonais, ainsi que l'église catholique St Casimir. Les entreprises de Roncesvalles Avenue sont organisées au sein du Roncesvalles Village Business Improvement Area, qui organise chaque année un festival polonais.